# Kawaguchi, Saitama
Kawaguchi (川口市 Kawaguchi-shi?) este un municipiu din Japonia, prefectura Saitama.

La 11 octombrie 2011 Kawaguchi a absorbit municipiul învecinat Hatogaya.